# British Nuclear Fuels Limited
British Nuclear Fuels Limited ou BNFL était une entreprise productrice d'électricité britannique fondée en 1971 à partir de la division production de l'Autorité britannique de l'énergie atomique (UKAEA). Elle exploitait des centrales nucléaires pour produire et vendre de l'électricité. Cette société produisait et transportait du combustible nucléaire (notamment à Springfields, et en particulier le MOX), retraitait le combustible usé, (principalement à Sellafield), gérait les déchets radioactifs et le démantèlement des centrales nucléaires et autres équipements similaires. 
BNFL employait 23 000 personnes dans 16 pays.
BNFL était détenue par le gouvernement britannique. En 1996, les 8 réacteurs nucléaires britanniques les plus récents (7 réacteurs nucléaires AGR et 1 réacteur REP) ont été privatisés pour 2,1 milliards de livres sterling. Les plus vieux réacteurs Magnox n'étaient pas suffisamment rentables et restèrent dans la société publique Magnox Electric. Le 30 janvier 1998, Magnox Electric a fusionné avec BNFL. En 1999, BNFL achète une filiale de Westinghouse.
Le 1er avril 2005, le gouvernement britannique a décidé de transférer les sites nucléaires à l'Autorité britannique de démantèlement nucléaire (NDA) nouvellement créée. En février 2006, BNFL a vendu sa filiale Westinghouse. En mars 2006, BNFL a annoncé son intention de vendre sa filiale British Nuclear Group chargée du démantèlement de ses vieilles centrales nucléaires, pour un coût estimé à quelque 100 milliards d'euros.
En mai 2009, BNFL a finalisé la vente de tous ses établissements et a cessé ses activités ; mais continuait cependant d'exister en tant qu'entité légale afin d'honorer ses engagements vis-à-vis des retraites et du démantèlement de ses installations nucléaires.
Le 14 octobre 2010, le secrétaire d'état Francis Maude a annoncé la fin de l'existence de BNFL (ainsi que de certaines autres organisations gouvernementales).

## Sites

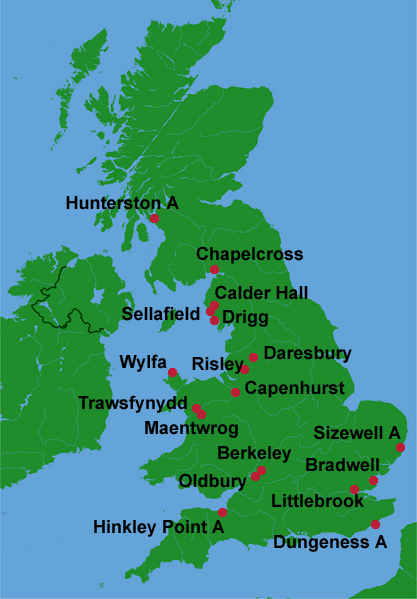
Les 18 sites britanniques de BNFL

BNFL gérait les sites ci-après :
- Capenhurst
- Daresbury
- Drigg
- Littlebrook
- Maentwrog
- Risley (en)
- Sellafield
- Springfields
- Centrales nucléaires :
  - Berkeley
  - Bradwell
  - Calder Hall/Sellafield
  - Chapelcross
  - Dungeness A
  - Hinkley Point A
  - Hunterston A
  - Oldbury
  - Sizewell A
  - Trawsfynydd
  - Wylfa